# Villa du Gleyzia d'Augreilh
La villa gallo-romaine du Gleyzia est un site archéologique qui se situe dans le quartier d'Augreilh de la commune de Saint-Sever, dans le département français des Landes.

## Présentation
Le quartier d'Augreilh est reconnu comme l'un des plus anciens foyers d'habitations de Saint-Sever. Des haches polies du Néolithique et la présence de cette villa gallo romaine attestent d'une implantation humaine manifeste et persistante sur le territoire de la commune. La villa, située au lieu-dit Le Gleyzia dans le quartier d'Augreilh, est de nos jours une propriété privée.

### Historique
La villa est une demeure de plaisance et une exploitation agricole appartenant à un important citoyen romain. Elle est construite durant le Bas-Empire romain entre 350 et 380 sur un site de 5 hectares, dans la plaine de l'Adour. Elle possède des thermes chauffés par hypocauste et présente un double péristyle. Elle aurait été abandonnée et ravagée lors des invasions barbares pendant l'Antiquité tardive avant d'être recouverte par la végétation.
À partir du Ve siècle, un enclos paroissial paléochrétien occupe le site avec l'église Saint-Pé de Mazères et sa nécropole, jusqu'au XIVe siècle. Après la disparition de la paroisse, le territoire retourne à sa vocation agricole et s'organise autour de la caverie de Saint Pé de Mazères, qui reste en exploitation jusqu'à la Révolution française.

### Campagnes de fouilles
Le site archéologique est mis au jour en 1870 à l'occasion de travaux de voirie. La villa fait l'objet de fouilles, au cours desquelles des mosaïques sont mises au jour et placées à l'abri dans des maisons privées où elles sont toujours. C'est notamment le cas de la maison du Docteur Sentex ou du château d'Amou.
De 1969 à 2008, le site est à nouveau fouillé par le Groupement de Recherches Archéologiques de Saint-Sever sous la conduite de Paul Dubedat. De nos jours, il continue à faire l'objet d'interventions archéologiques, menées par l'Université de Pau et des pays de l'Adour-Institut de recherche sur l'architecture antique, en partenariat avec le Service régional de l'archéologie et le propriétaire du terrain, dans l'objectif de préciser la chronologie des principales phases d'aménagement.

### Vestiges
Les fouilles permettent de découvrir un ensemble de mosaïques en bon état de conservation, dont les motifs végétaux, animaliers et géométriques aux couleurs vives typiques du style aquitain du milieu du IVe siècle ornaient les sols de la riche habitation. Ces vestiges sont de nos jours conservés dans la maison du docteur Sentex.
Des marbres, enduits peints, céramiques, verreries et parures et pièces de monnaie témoignent du faste de l'habitation. Ces fragments sont visibles au musée d'art et d'histoire du Cap de Gascogne.

## Galerie
Sur site

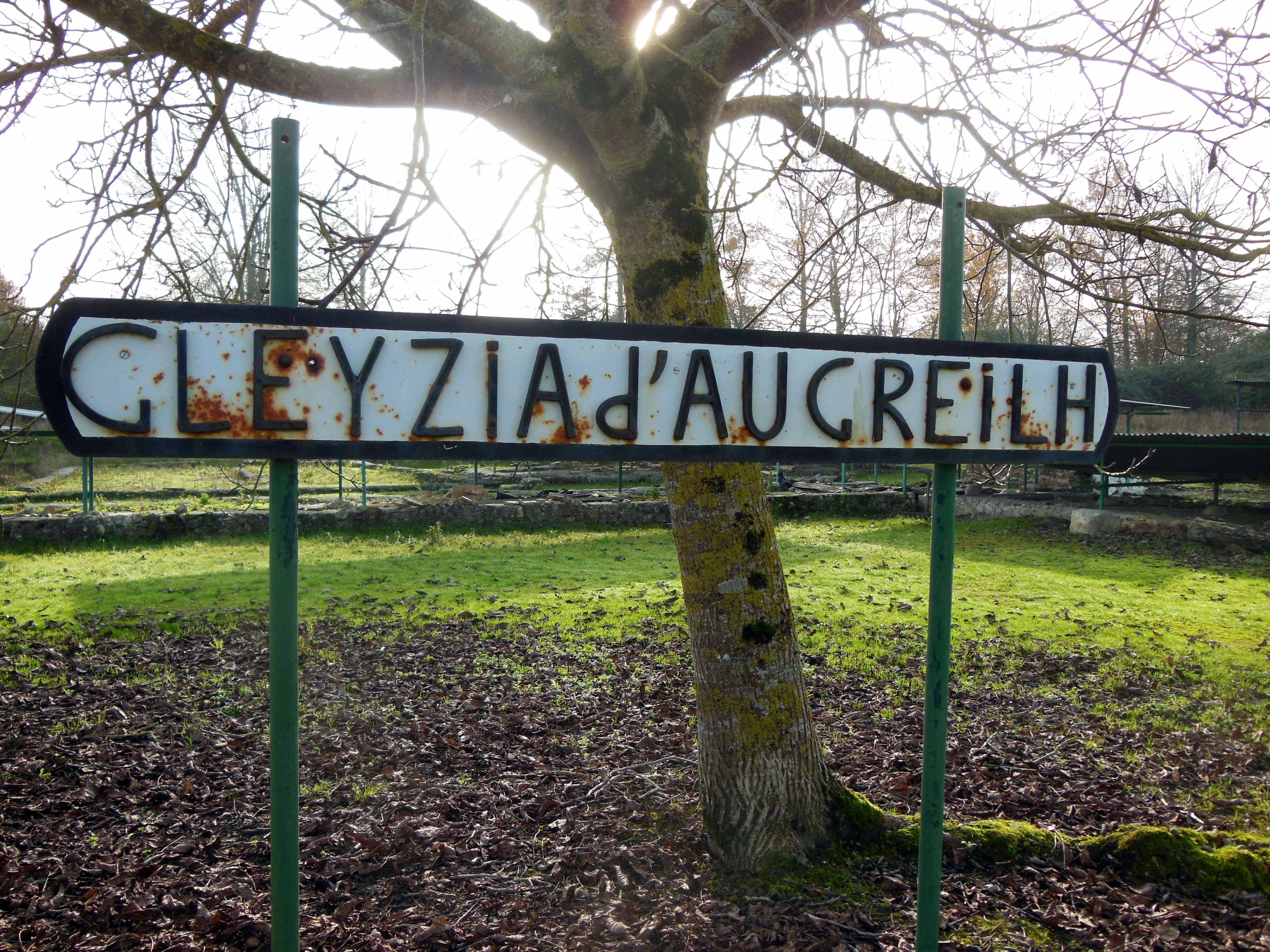
Site archéologique
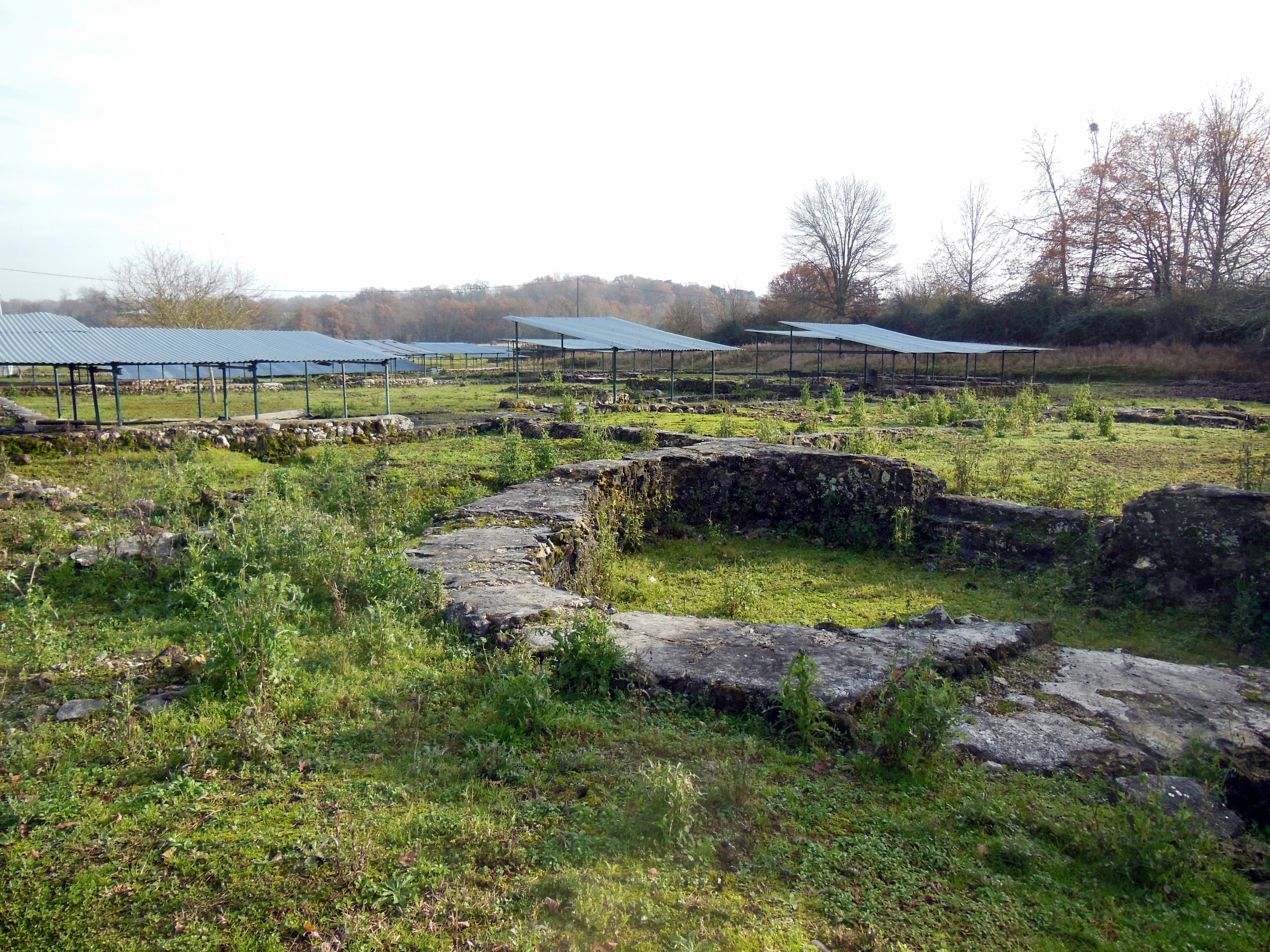
Site archéologique
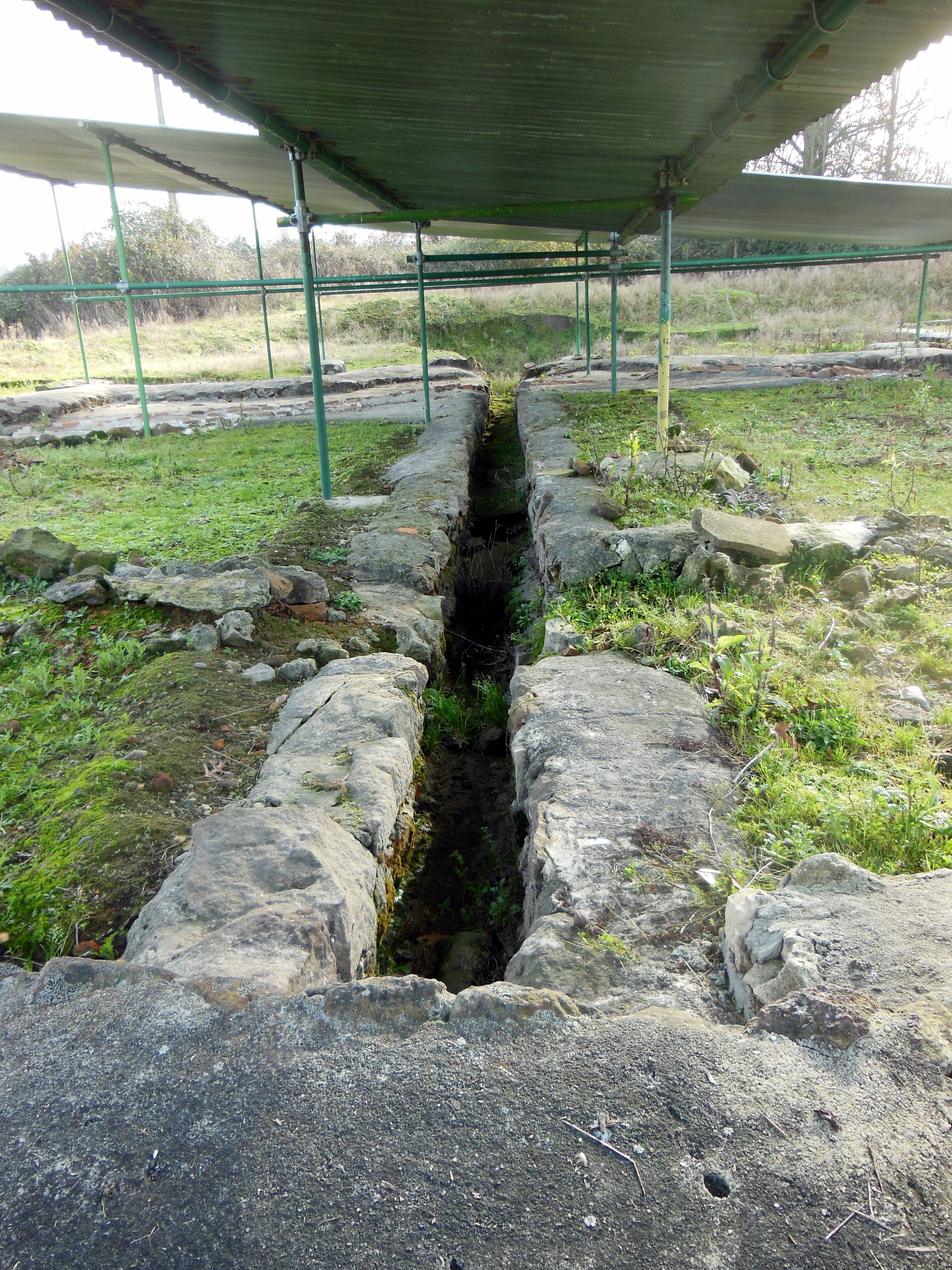
Site archéologique
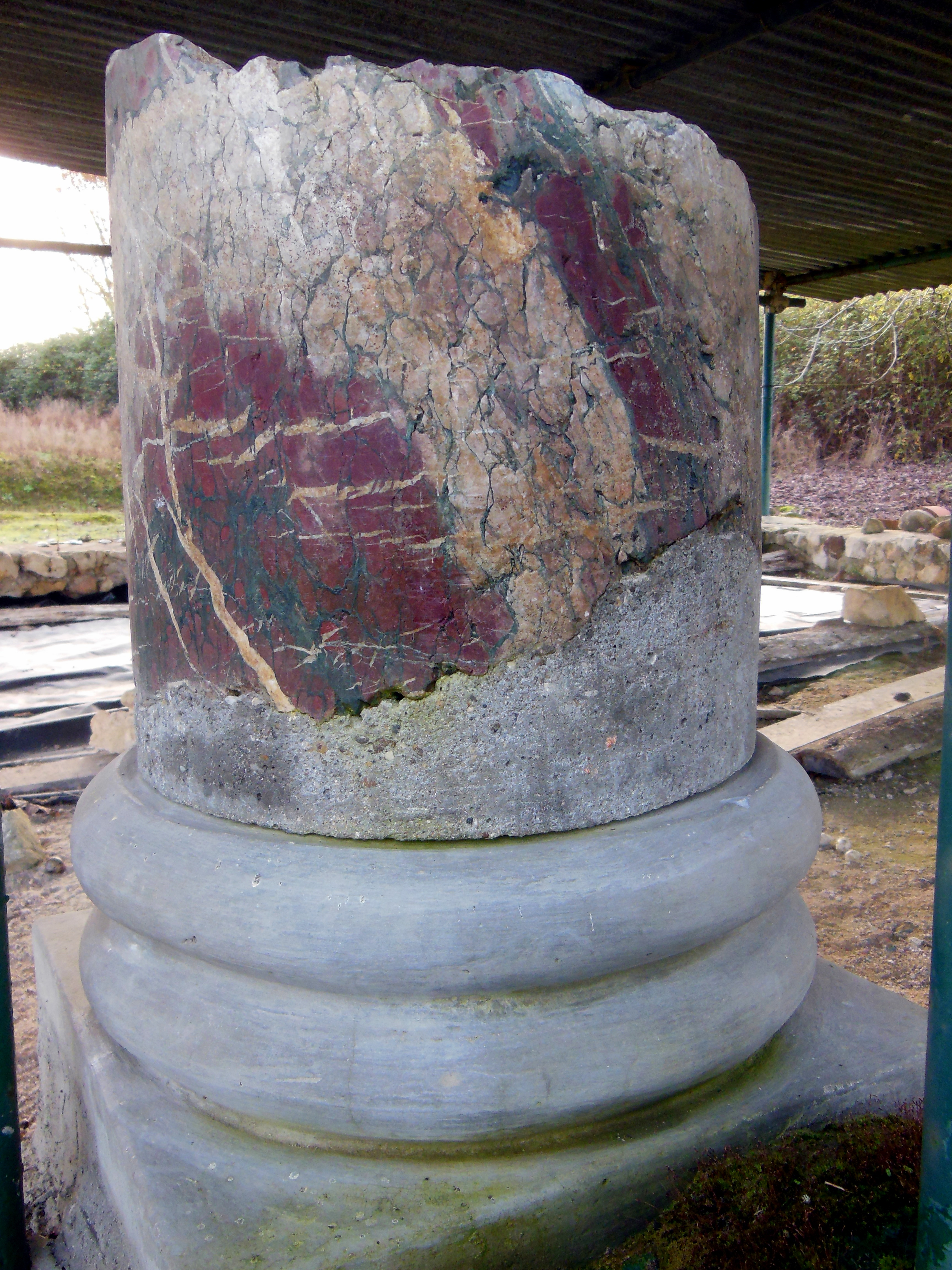
Vestige du péristyle ouest
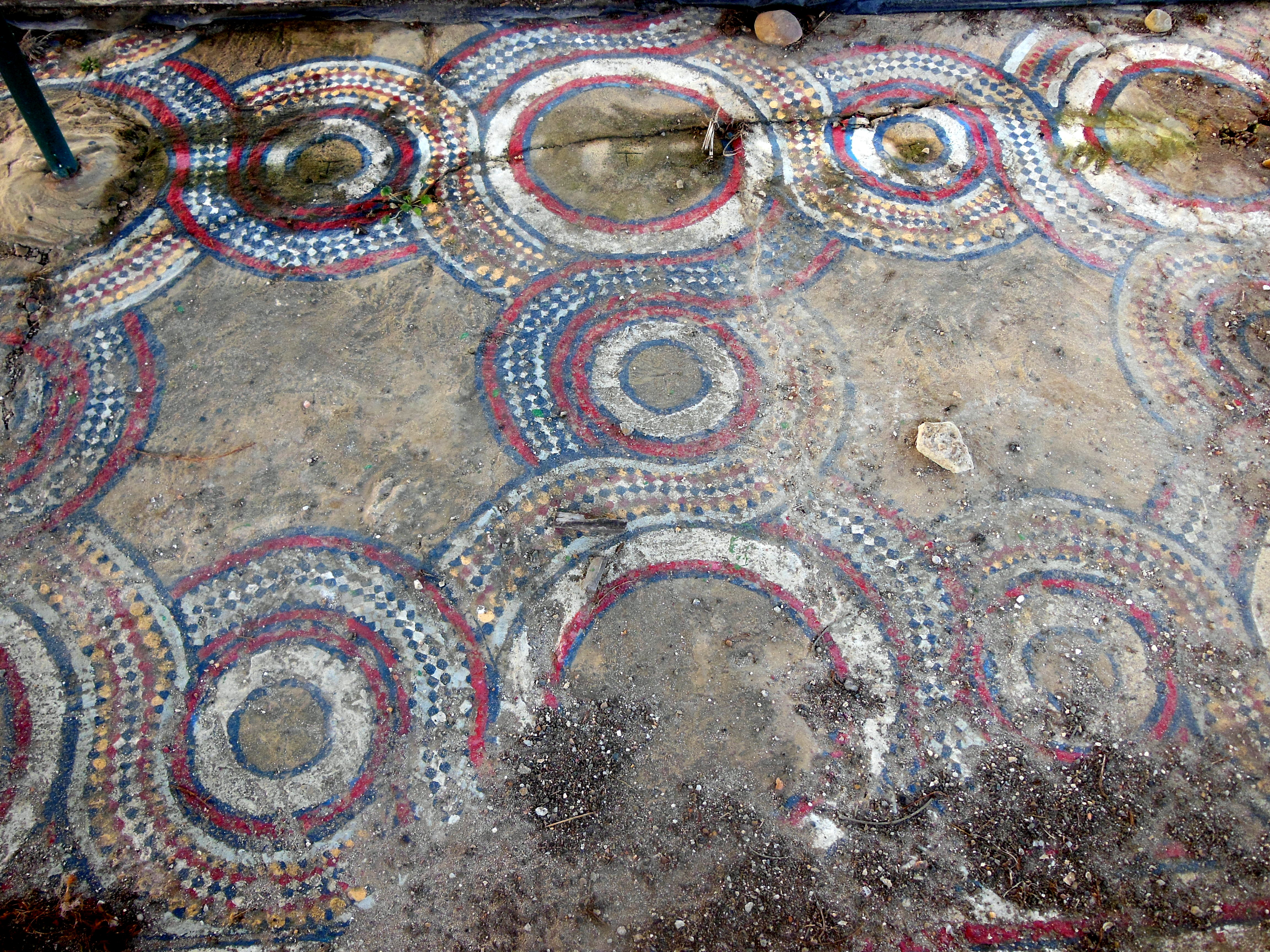
Site archéologique

Plans

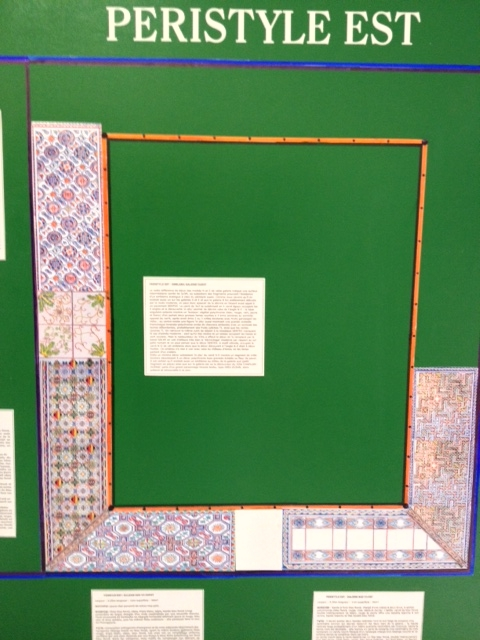
Péristyle est
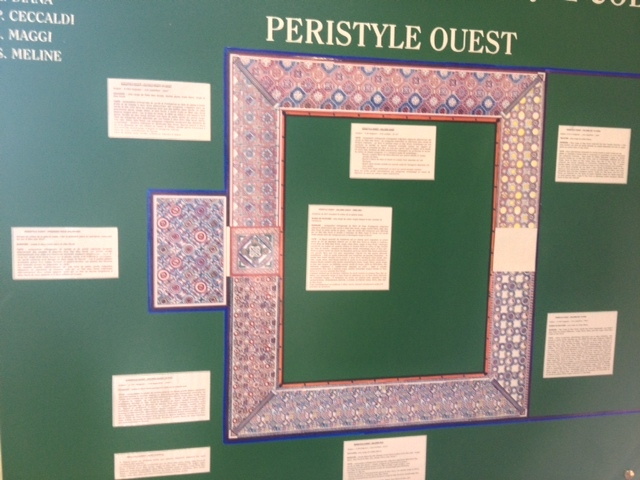
Péristyle ouest

Mosaïques

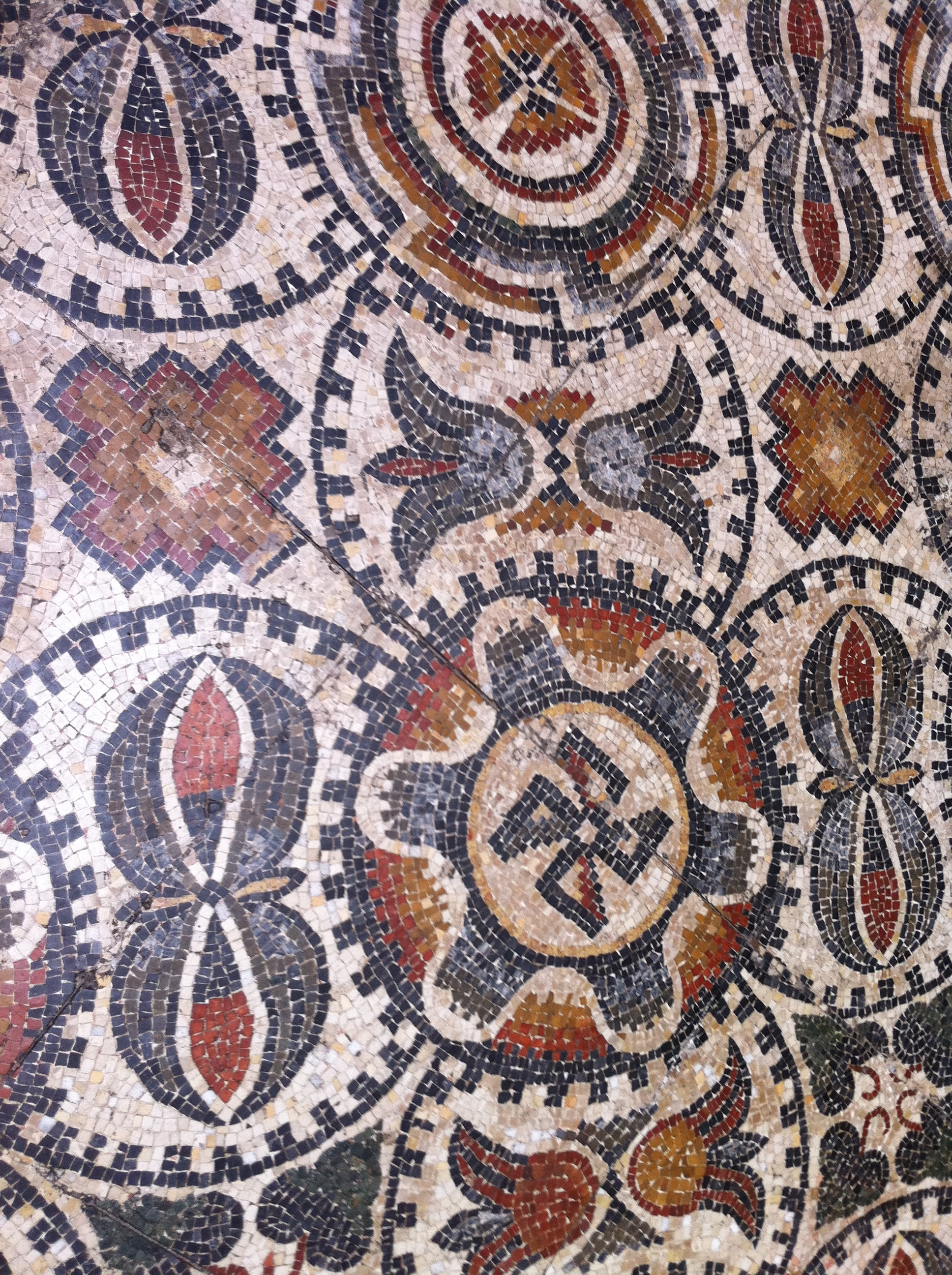
Mosaïques de la villa du Gleyzia d'Augreilh aujourd'hui dans la maison du Docteur Sentex
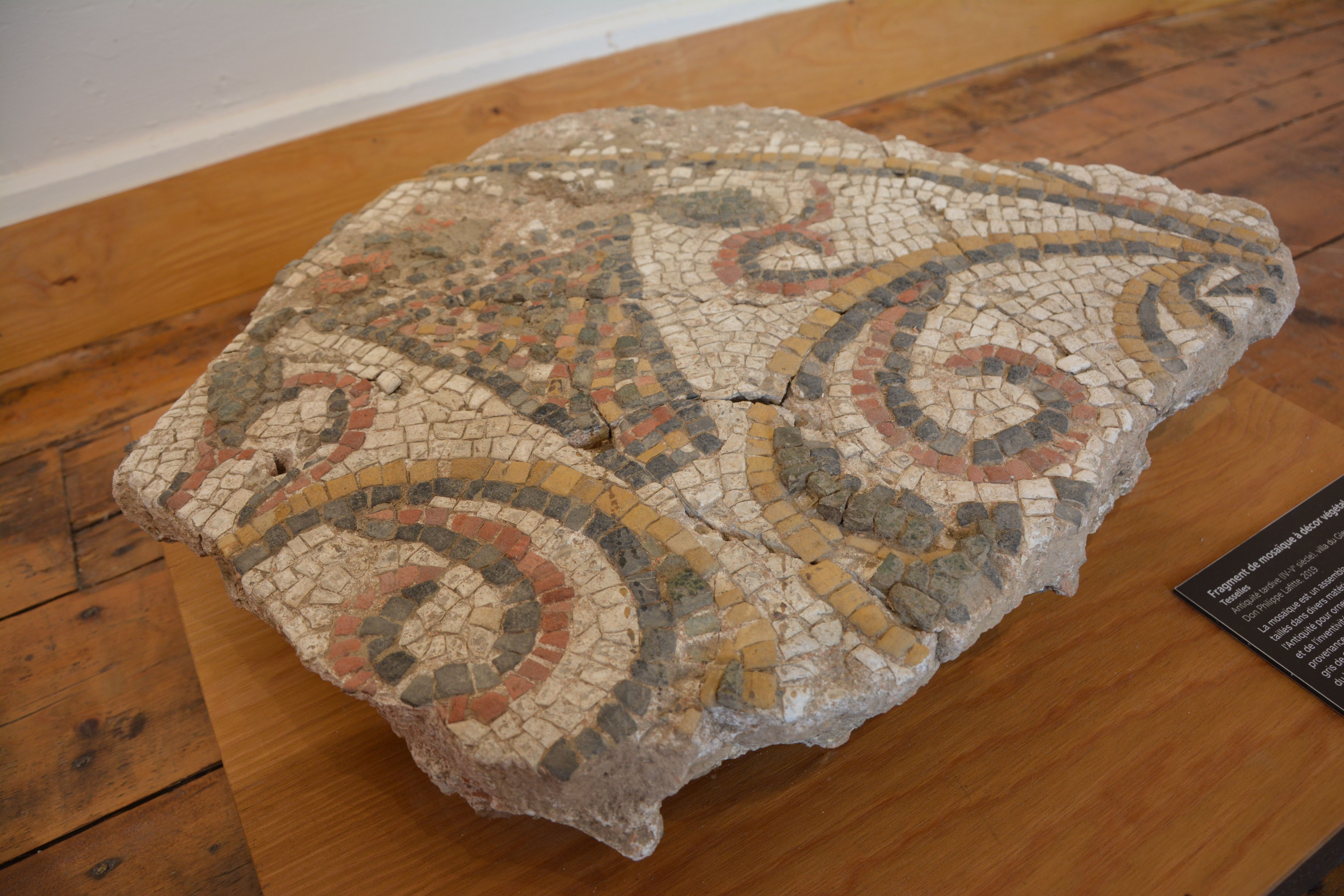
Fragment de mosaïque exposé au musée d'art et d'histoire du Cap de Gascogne
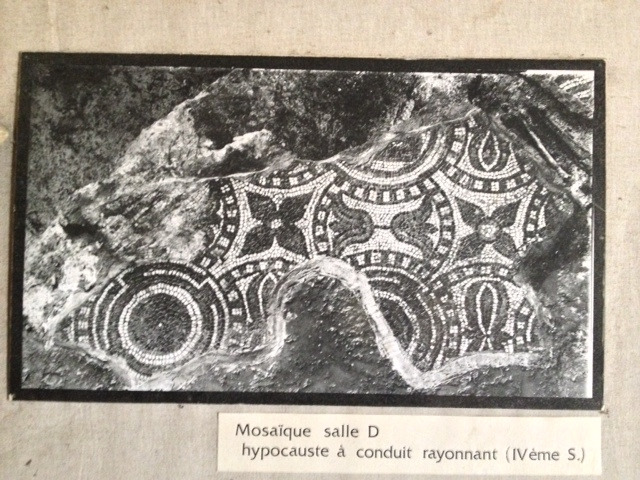
Photo des mosaïques de l'hypocauste de la villa

Objets

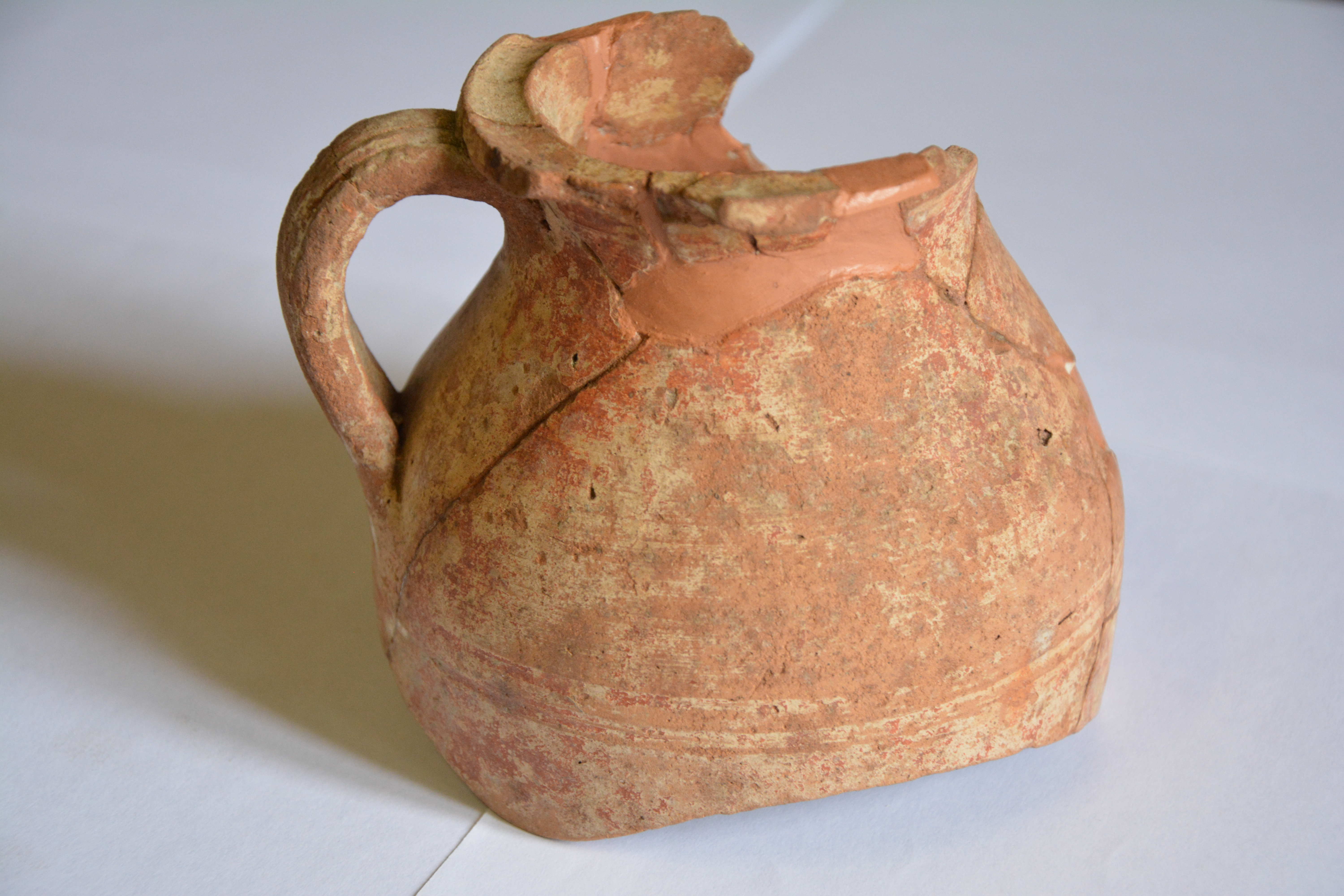
Céramique trouvée sur le site de la villa gallo-romaine du Gleyzia
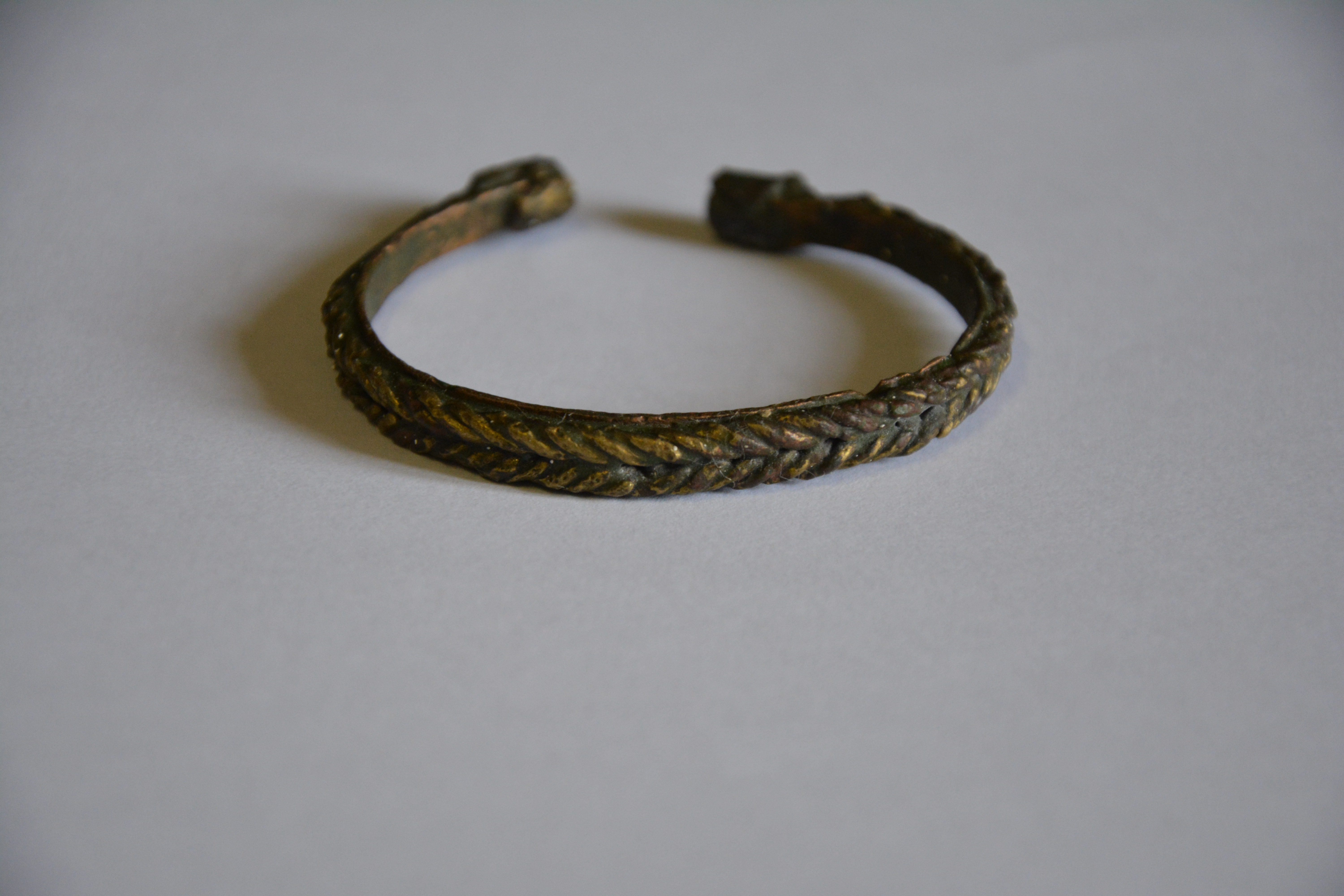
Bracelet en fer issu de la villa-galloromaine du Gleyzia